# Yuri Alvear
Yuri Alvear (Jamundí, Valle del Cauca megye, 1986. március 29. –) olimpiai ezüst- és bronzérmes kolumbiai cselgáncsozó.

## Élete
Három olimpián is képviselte hazáját. Először 22 évesen vett részt a pekingi játékokon 2008-ban, ahol (Mészáros Anettel közösen) a hetedik helyen zárt. Négy évvel később Londonban, a 2012-es játékokat – a 70 kilogrammosok súlycsoportjában – egy bronzéremmel zárta, majd a 2016-os riói olimpián, a női középsúlyúban ezüstérmet szerzett.